# Église Saint-Jouin de Peray
Pour les articles homonymes, voir Saint-Jouin (homonymie).
L'église Saint-Jouin est une église catholique située à Peray, en France.

## Localisation
L'église est située dans le département français de la Sarthe, sur la commune de Peray.

## Historique
Le cimetière est inscrit au titre des monuments historiques en 2000 et l'église est classée en 2003.

## Architecture

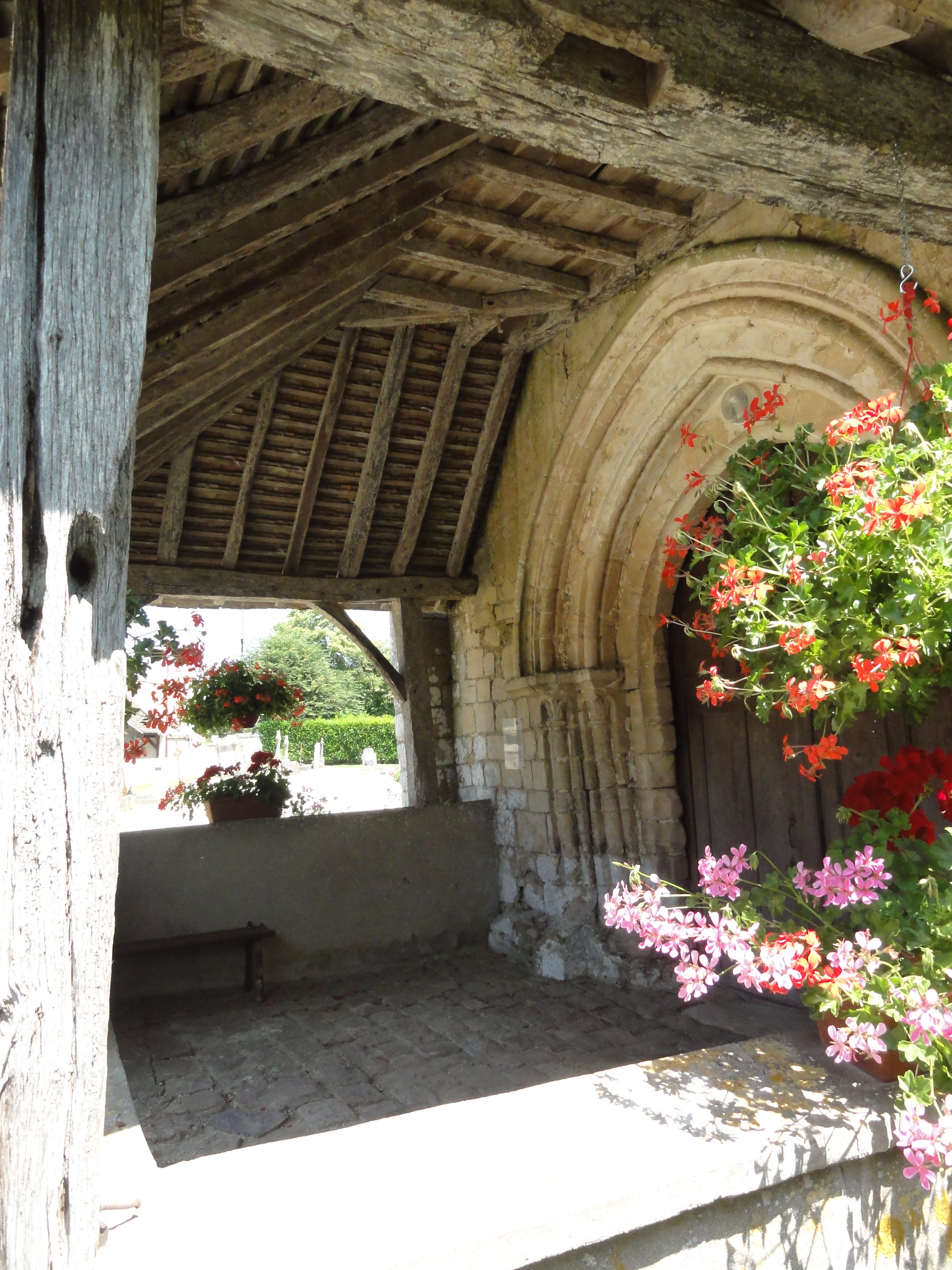
Auvent de l'église

L'église est précédée d'un auvent. 